# Burchellia neavei
Burchellia neavei är en kackerlacksart som först beskrevs av Robert Walter Campbell Shelford 1913.  Burchellia neavei ingår i släktet Burchellia och familjen småkackerlackor. Inga underarter finns listade.